# Vukićevica
Vukićevica (cyr. Вукићевица) – wieś w Serbii, w mieście Belgrad, w gminie miejskiej Obrenovac. W 2011 roku liczyła 584 mieszkańców.